# クラウディア・窓辺
クラウディア・窓辺（クラウディア・まどべ）は、マイクロソフトの公認キャラクター。

## 概要
マイクロソフトのクラウドプラットフォーム、Microsoft Windows Azureの技術解説漫画に登場するマイクロソフト公式のキャラクター。
キャラクターデザインはわかば、声優は喜多村英梨。
2011年5月9日に日本マイクロソフトがMSDN上で上記漫画を先行公開し、2011年5月23日に開発者向けで行われたイベント「Microsoft Developer Forum 2011」にて、公開発表と共に担当声優が喜多村であることが発表された。
父は日本人、母はフランス系アメリカ人、兄にクロード・窓辺、従妹にマイクロソフト非公式キャラクターの窓辺ななみ（キャラクターデザインが同じく、わかば）がいる設定となっており、上記漫画でもななみのアルバイト先を訪れたクラウディアが店舗のサーバートラブルをWindows Azureで（時にクロードの手を借りながら）解決する内容となっている。後に公開された続編漫画では、Windows Azureを教わる後輩として安曇瑠理が登場している。
公認キャラの為、2011年6月21日にキャラクターのイメージの統一性を図る事を目的として、公認キャラクター利用ガイドラインが公開された。
2014年2月26日にWindows Azureに日本データセンターが設立されたのを機に、クラウディアや瑠理が登場するCM動画や、声優である喜多村との対談が掲載された。
2014年5月4日にはななみ（水樹奈々）とクラウディア（喜多村英梨）のデュエットによる応援ソング「Future Update」を収録したCDが同梱されたDSP版Windows 8.1 Pro Update限定パックが発売限定パックが発売、同年12月19日には応援ソング「Find the Way 〜煌めきの羽根〜」を収録したCDが同梱されたDSP版Windows 8.1 Pro Update限定パック 2014 Winter versionが発売。